# 中国工人出版社
中国工人出版社是中华人民共和国的一家出版社，成立于1949年7月，由中华全国总工会领导，社址位于北京市。

## 历史沿革
1949年7月，工人出版社成立。曾一度停办。1983年秋恢复建制。1989年改名为中国工人出版社。